# 鶴見俊輔
鶴見俊輔（日語： Tsurumi Shunsuke，1922年6月25日—2015年7月20日），日本思想家、大眾文化研究者、社會運動者。曾任教於京都大學人文科學研究所、東京工業大學、同志社大學。

## 生平
1922年6月25日出生於日本東京府東京市麻布區（現東京都港區），家世顯赫，父親鶴見祐輔及外祖父後藤新平，皆是日本政界的中堅。十五歲時他前往美國留學，十六歲時由老亚瑟·史列辛格推薦進入哈佛大學哲學系就讀，1942年畢業，是蒯因的第一批學生之一。留美期間因為無政府主義的傾向，遭到聯邦調查局逮捕，於拘留所內完成畢業論文。
1943年，鶴見俊輔在印尼爪哇島擔任敵軍英語廣播的翻譯，1944年12月因結核菌對胸部造成的侵蝕惡化而歸國。
1946年起與鶴見俊輔與姊姊鶴見和子、政治學家丸山真男等人組成「思想之科學研究會」，並主導雜誌《思想之科學》的發行，該雜誌在二戰後批判日本人的思維方式，對日本影響深遠。同時亦積極參與社會活動，1960年代參與日本國內反越戰運動、1970年因反對警察干預學生運動，辭去同志社大學教授職務、1990年代參加慰安婦求償運動、2004年7月與大江健三郎等人參加九條會的發起工作。
2015年7月20日於京都府京都市左京區去世，享壽93歲。

## 著作
- ，東京：岩波書店，1982年。
  - 〔簡體中文譯本〕高海寬、張義素譯，《戰爭時期日本人精神史》，長春：吉林人民出版社，1991年。
  - 〔繁體中文譯本〕邱振瑞譯，《戰爭時期日本精神史（1931-1945）》，臺北：行人出版社，2007年、臺北：馬可孛羅文化，2020年。
- ，東京：岩波書店，1984年。
  - 〔簡體中文譯本〕張心言譯，《戰後日本大眾文化史（1945-1980）》，成都：四川教育出版社，2016年。
  - 〔繁體中文譯本〕陳嫻若譯，《戰後日本大眾文化史（1945-1980年）》，臺北：馬可孛羅文化，2020年。

## 其他
- 周婉窈：〈「鎖國性」與十五年戰爭——《戰爭時期日本精神史》書評〉，原載《中國時報‧開卷》。
- 黑川創著，夏川譯，《鶴見俊輔傳》，廣西師範大學出版社，2021年。